# Bola lionesa
La bola lionesa o bocce volo, es una especialidad, tanto masculina como femenina, de deportes de bolas.

## Reglas
Las bolas son de metal y se lanzan con la palma para abajo. El término volo deriva del italiano volare, que significa volar, y se refiere a la técnica de lanzar la pelota al aire intentando golpear la bola del rival. El tamaño de la bola puede variar dependiendo de la categoría, desde los 80 mm de diámetro mínimo y 500 gr de peso mínimo, a los 90 mm de diámetro mínimo y 900 gr de peso mínimo de los menos de 18 años. El peso máximo de la bola en categoría sénior es de 1200 gr y con un diámetro de 110 mm.
Es similar al juego de la petanca, en la cual la pelota se lanza rodando, aunque no en carrera. También es parecido a la raffa, en la cual la pelota se lanza en carrera.